# Scream Queens
Scream Queens (abgeleitet von dem filmhistorischen Begriff) ist eine US-amerikanische Horror-Comedy-Fernsehserie, die auf einer Idee von Ryan Murphy, Brad Falchuk und Ian Brennan basiert. Die Ausstrahlung der aus 13 Episoden bestehenden ersten Staffel begann in den Vereinigten Staaten am 22. September 2015 bei Fox.
Im Januar 2016 gab Fox die Verlängerung der Serie um eine aus 10 Episoden bestehende zweite Staffel bekannt. Die Ausstrahlung begann am 20. September 2016 und wurde am 20. Dezember 2016 beendet.
In Deutschland sicherte sich die ProSiebenSat.1-Gruppe die Ausstrahlungsrechte an Scream Queens. Sixx zeigte die erste Staffel ab dem 30. März 2017.
Im Mai 2017 gab Fox die Einstellung der Serie nach zwei Staffeln bekannt.

## Handlung

### Staffel 1
Eigentlich erhalten nur die wohlhabendsten und angesehensten jungen Frauen Zugang zu der Elite-Sorority (dt.: Studentinnenverbindung) Kappa Kappa Tau, doch Uni-Dekanin Cathy Munsch ändert dies und nun muss die Verbindung jede Aspirantin aufnehmen. So auch Grace Gardner. Doch dies passt der Königin der Verbindung, Chanel Oberlin, überhaupt nicht. Sie und ihre Lakaien, die Chanels, machen es sich zur Aufgabe, Grace und den anderen Neuankömmlingen das Leben zur Hölle zu machen. Als dann jedoch eine grausame Mordserie auf dem Campus beginnt, die mit einem 20 Jahre zurückliegenden Todesfall in Verbindung zu stehen scheint, bei dem eine Kappahaus-Mitgliedsschwester ein Kind in einer Badewanne gebar und anschließend verblutete, da ihre Freundinnen statt ihr zu helfen lieber eine Party genießen wollten, ist der Spaß vorbei.
Zunächst ist das Geschlecht des Kindes unbekannt, später stellt sich jedoch heraus, dass es nicht nur ein Baby war, sondern Zwillinge, ein Junge und ein Mädchen. Nachdem die meisten der neuen Verbindungsanwärterinnen getötet wurden, kommt die Identität der Verschwörer ans Licht; Drahtzieherin Gigi, die neue Freundin von Grace' Vater Weston, ist die Schwester des Mädchens, das damals die Zwillinge nach dem Tod der Mutter an sich genommen hatte, sich jedoch kurz darauf umbrachte. Gigi wurde mit einem Nervenzusammenbruch ins Irrenhaus eingeliefert, wo sie die beiden Babys von klein auf darauf drillte, später zu professionellen Serienkillern zu werden und so den ultimativen Racheplan auszuführen. Später stellt sich auch heraus, dass Weston der Vater der Zwillinge ist und diese somit Grace' Halbgeschwister sind. Das Mädchen, Hester, die sich zu einer Chanel hat machen lassen, ist am Ende die einzige Überlebende der Verschwörung und kommt sogar mit allem davon, indem sie die Chanels hereinlegt, sodass diese für die Morde verantwortlich gemacht und ins Irrenhaus gesteckt werden.

### Staffel 2
Mehr als ein Jahr nach Handlungsende der ersten Staffel ist die ehemalige Dekanin Munsch zu einer reichen und berühmten Autorin geworden und will nun ein Lehrkrankenhaus eröffnen. Dafür stellt sie zunächst Zayday Williams ein, eine der wenigen Überlebenden der Wallace-University-Morde und damals beste Freundin von Grace Gardner, damit diese dort ihr Medizinstudium vollfinanziert fortführen kann. Des Weiteren den Profi-Chirurgen und Harvard-Absolventen Dr. Brock Holt, welcher Empfänger der weltweit ersten erfolgreichen Handtransplantation ist, sowie den jungen Arzt Dr. Cassidy Cascade und die Ober-Krankenschwester Ingrid Marie Hoffel als Verwaltungschefin.
Aufgrund von Personalmangel sieht sich Munsch gezwungen, die drei verbliebenen Chanels ebenfalls einzustellen, welche mittlerweile dank eines Geständnisses von Hester freigelassen wurden, aber noch immer enterbt und verarmt sind.
Die Patienten des C.U.R.E-Instituts, deren Erkrankungen allesamt bizarr sind, werden jedoch allesamt von einem neuen Serienkiller getötet. Dieser scheint derselbe zu sein, der bereits vor 30 Jahren in diesem Krankenhaus einen Massenmord während einer betrieblichen Halloween-Feier begangen hat. Ein Jahr zuvor erlag der eingelieferte Ehemann einer schwangeren Frau der Fahrlässigkeit des behandelnden Arztes und der Krankenschwester, welche den Mann in den Sumpf warfen, der an das Krankenhaus angrenzt, um weiter die Halloween-Party des Krankenhaus-Personals zu genießen. Dafür war das Halloween-Massaker ein Jahr später anscheinend die Rache und das nunmehr 30-jährige Baby von der damals Schwangeren ist nach Meinung von Zayday, Munsch und den Chanels höchstwahrscheinlich der aktuelle Killer. Um bei der Ergreifung des Killers zu helfen, wird Hester aus dem Irrenhaus ins Krankenhaus verlegt, wo sie zur Tarnung ebenfalls anfängt zu arbeiten.
Brock Holts Hand scheint vermehrt aggressive Spasmen aufzuweisen, so als hätte sie ein Eigenleben entwickelt. Es stellt sich heraus, dass der Spender ein Serienkiller war, nach einer Amputation wird jedoch klar, dass in Wirklichkeit Brock selbst mörderische Tendenzen hat.
Im Verlauf der Handlung stellt sich heraus, dass tatsächlich Cassidy Cascade, welcher nun eine Beziehung mit Chanel Nummer 3 führt, der Killer ist und der Sohn von der damals Schwangeren, Jane Hollis. Allerdings ist er nicht der einzige; Grace' Vater Weston ist zurück, um sich an den Chanels für die posttraumatische Belastungsstörung seiner Tochter durch die Wallace-Morde zu rächen. Und Schwester Hoffel stellt sich als die Schwester eines der Wallace-Mordopfer heraus, wofür sie ebenfalls die Chanels töten will. Letzten Endes bringen Cassidy und Hoffel Weston um, und noch später bringt Hoffel Cassidy um, bevor sie selbst auf der Flucht im Sumpf stecken bleibt, versinkt und stirbt.
Chanel Nummer 5 und Zayday bleiben im C.U.R.E-Institut und werden Ärztinnen, Ex-Dekanin Munsch wird Sex-Therapeutin für Frauen über 50, Brock, der die Staffel über sowohl mit Munsch als auch mit Chanel zusammen war, zieht zusammen mit Hester und dem gestohlenen Vermögen Munschs auf eine Tropeninsel, wo sie Touristen töten; und Chanel bekommt ihre eigene TV-Show mit Nummer 3 als Executive Producer.

## Produktion

### Entstehungsgeschichte
Im Oktober 2014 gab der Fernsehsender Fox die von Ryan Murphy, Brad Falchuk und Ian Brennan entwickelte Fernsehserie Scream Queens eine erste Staffel mit 15 Episoden in Auftrag. Dabei soll jede Staffel eine in sich abgeschlossene Handlung erzählen. Darüber hinaus gab Murphy in einem Interview bekannt, dass in jeder Folge mindestens eine Person ums Leben kommen werde.
Die Dreharbeiten zur Pilotfolge begannen im März 2015 in New Orleans, Louisiana und dauerten bis April desselben Jahres an. Die restlichen Folgen der ersten Staffel sollen im Juni 2015 beginnen. Bereits im Mai 2015 wurden der erste Trailer und die Serienposter veröffentlicht.

### Casting
Im Dezember 2014 wurden die zentralen Hauptrollen mit Emma Roberts und Jamie Lee Curtis besetzt. Im Januar 2015 folgten Lea Michele, Joe Manganiello, Keke Palmer und Abigail Breslin in weiteren Hauptrollen, während Ariana Grande für eine wiederkehrende Rolle engagiert wurde. Im späteren Verlauf des Monats wurde die Verpflichtung von Nick Jonas bekannt. Im Februar 2015 ergänzten Billie Lourd und Skyler Samuels die Hauptbesetzung. Mit Niecy Nash in einer Nebenrolle und Lucien Laviscount, Diego Boneta und Glen Powell in Hauptrollen konnten weitere Darsteller gecastet werden. Im März 2015 stieg Manganiello wegen Magic Mike XXL aus der Serie aus. Er wurde durch Oliver Hudson ersetzt. Zeitgleich zur Bekanntgabe der Ausstrahlung wurde bestätigt, dass Charisma Carpenter für eine Episodenrolle verpflichtet wurde.
Nachdem zum Ende der ersten Staffel einige Hauptdarsteller die Serie verließen, stießen zur zweiten Staffel neue Gesichter hinzu. John Stamos, Taylor Lautner und Kirstie Alley erhielten neue Hauptrollen, während Colton Haynes für einen Handlungsbogen engagiert wurde.

## Besetzung und Synchronisation

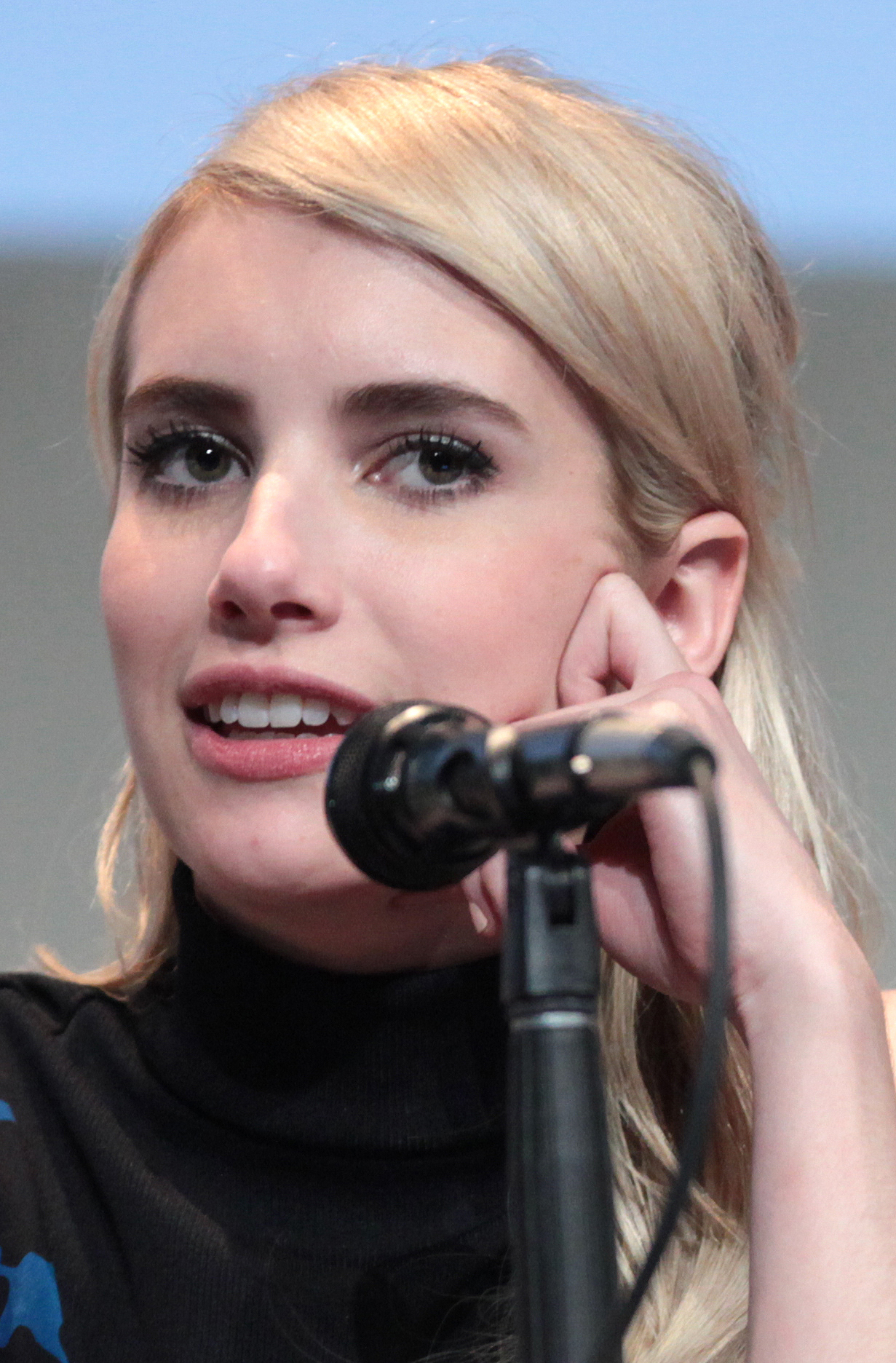
Emma Roberts
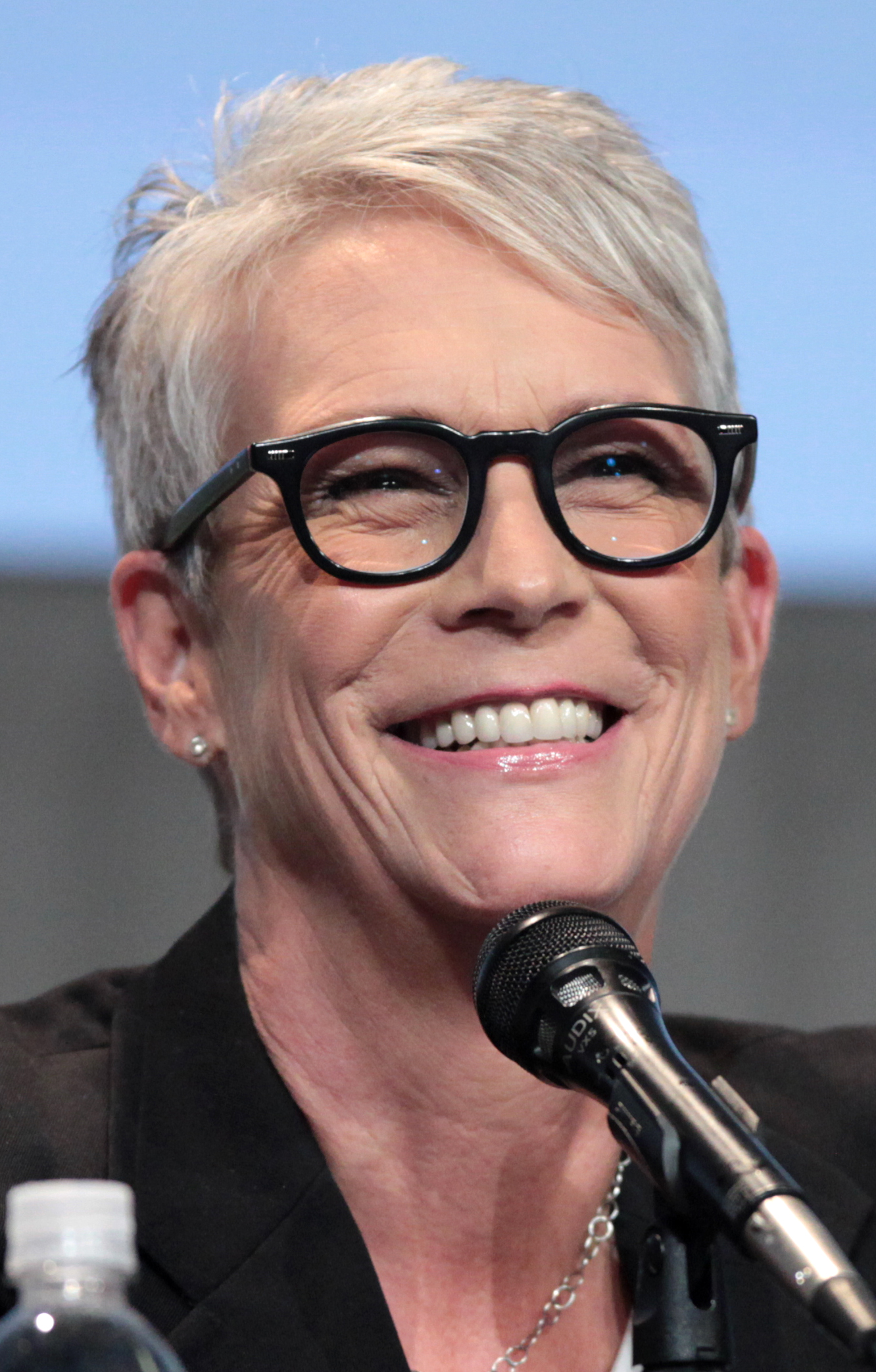
Jamie Lee Curtis
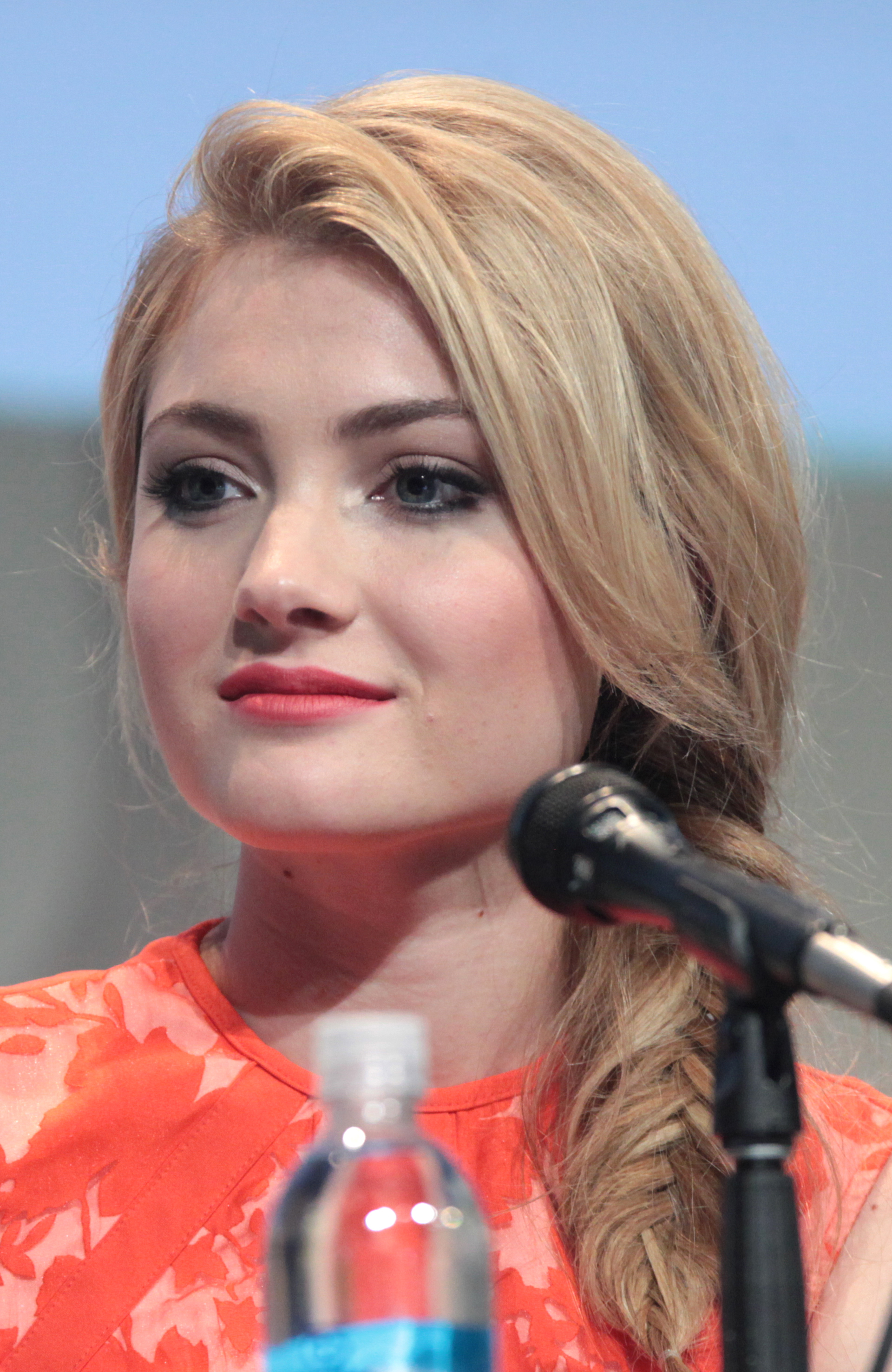
Skyler Samuels
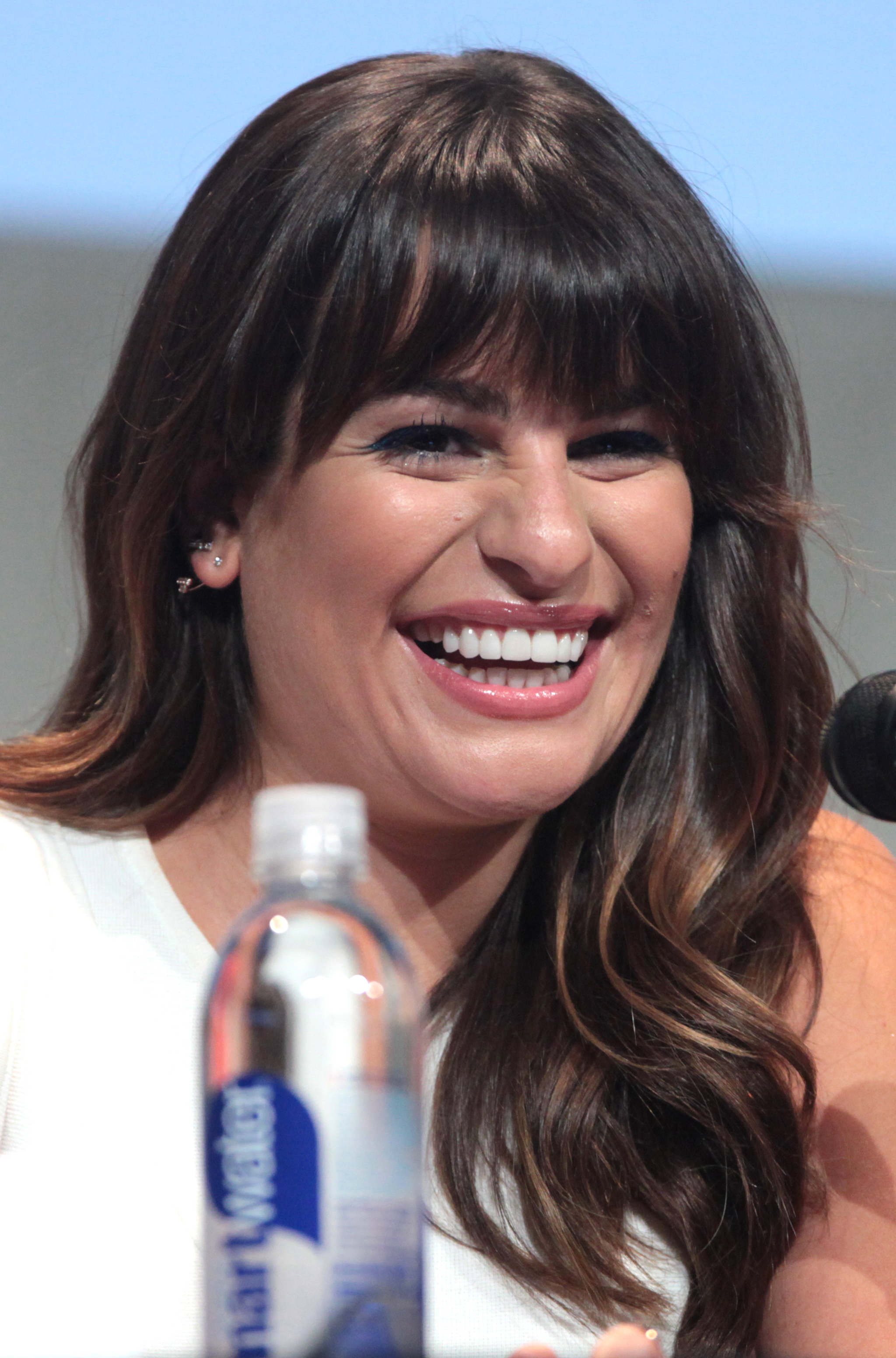
Lea Michele
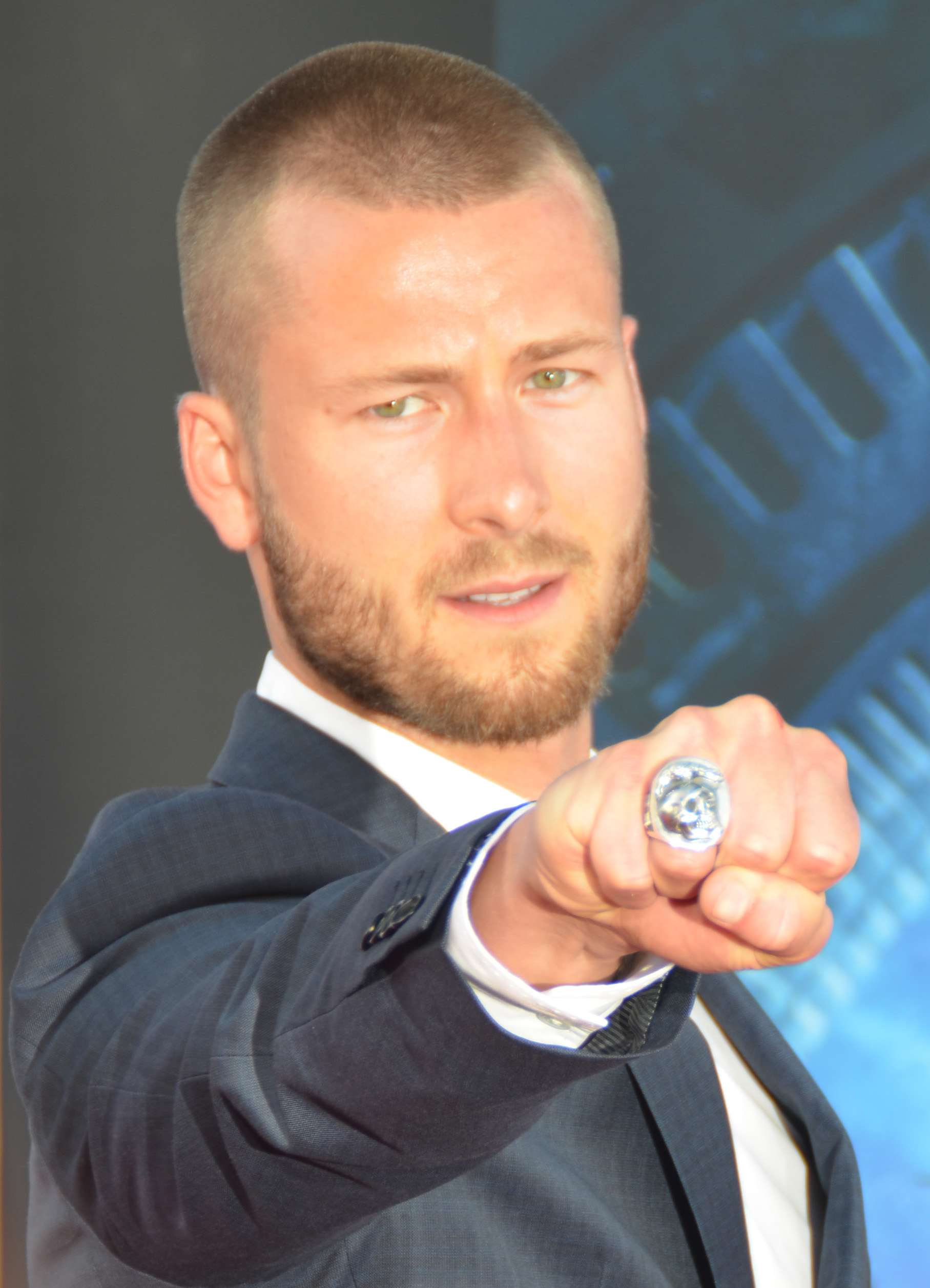
Glen Powell
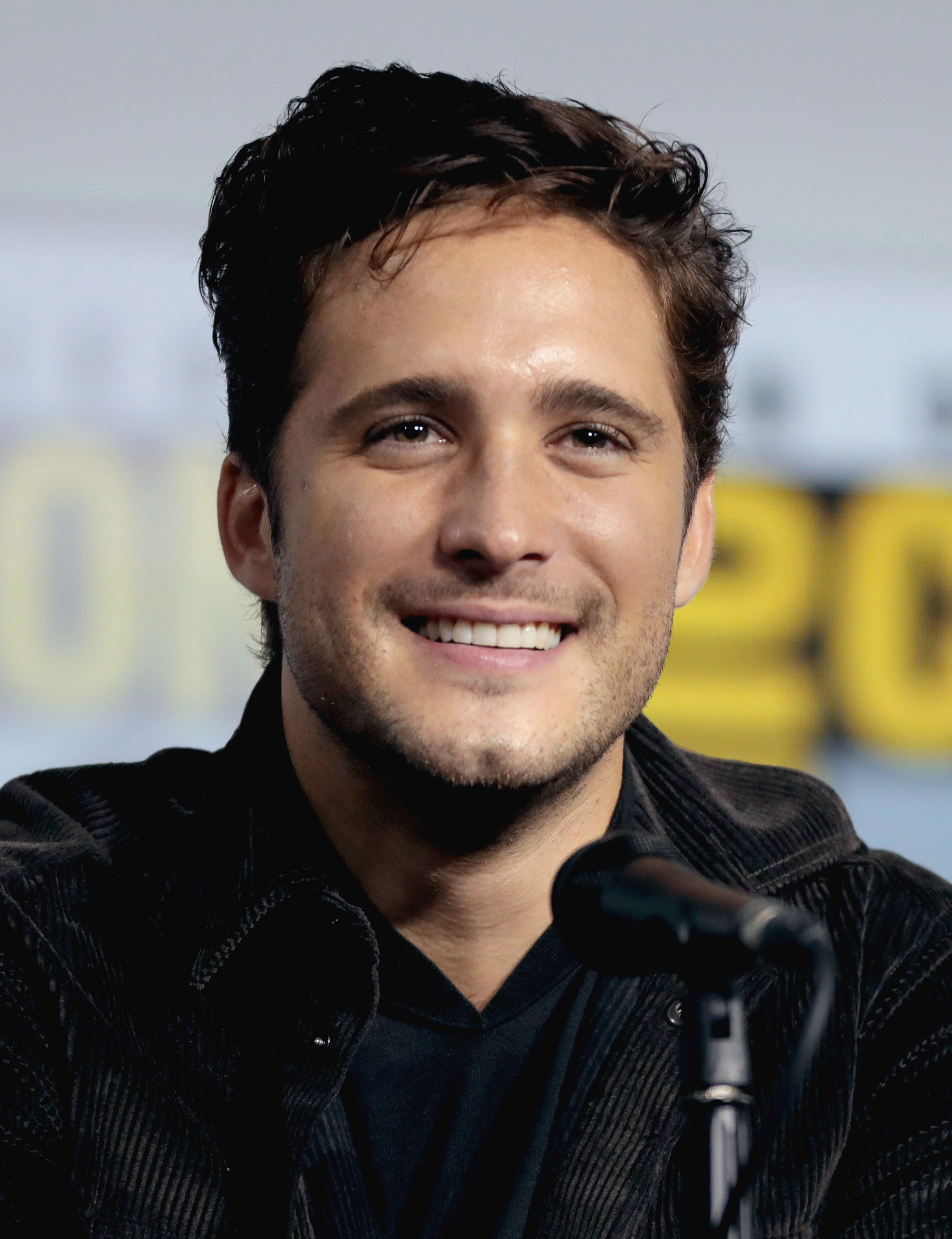
Diego Boneta
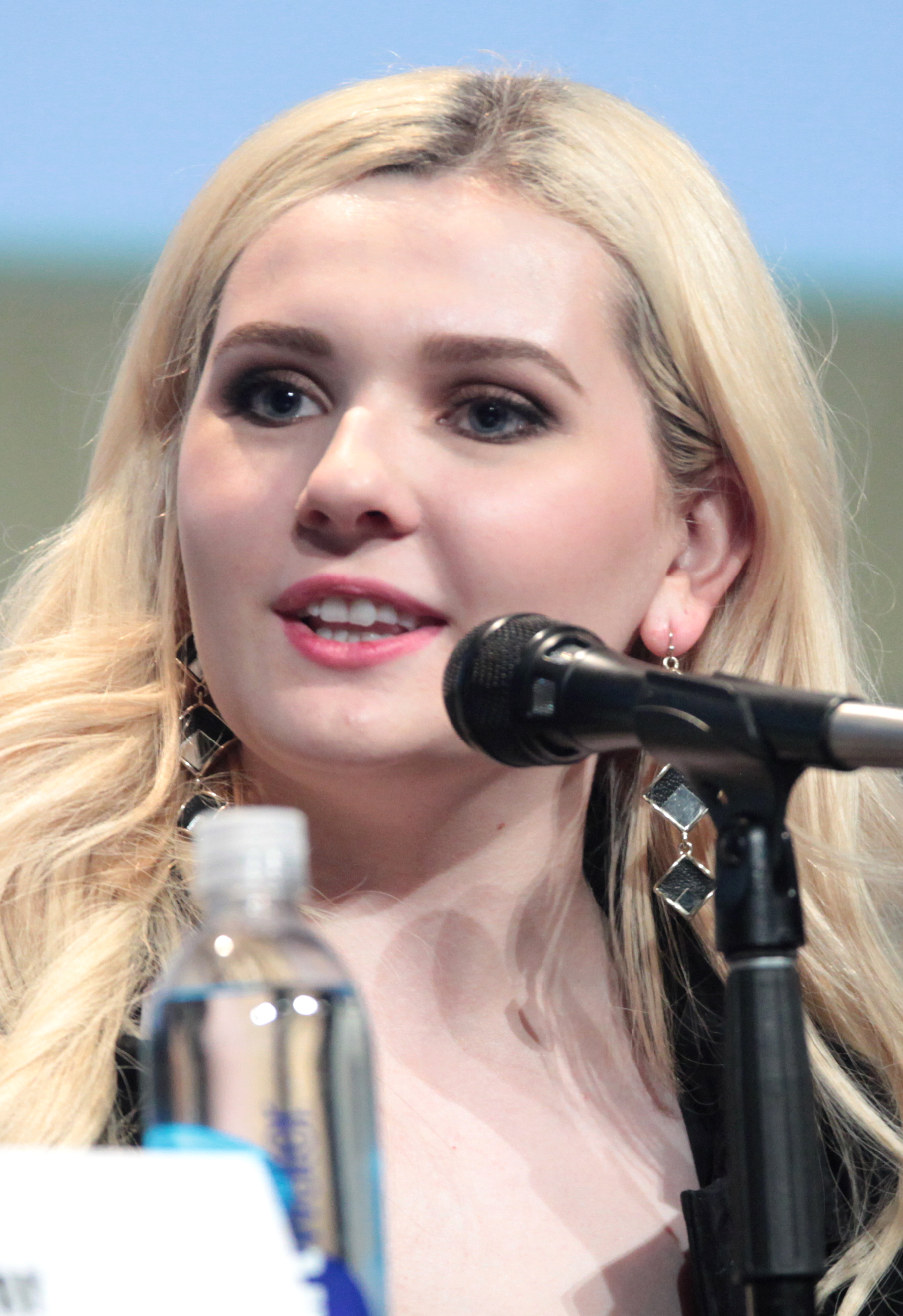
Abigail Breslin
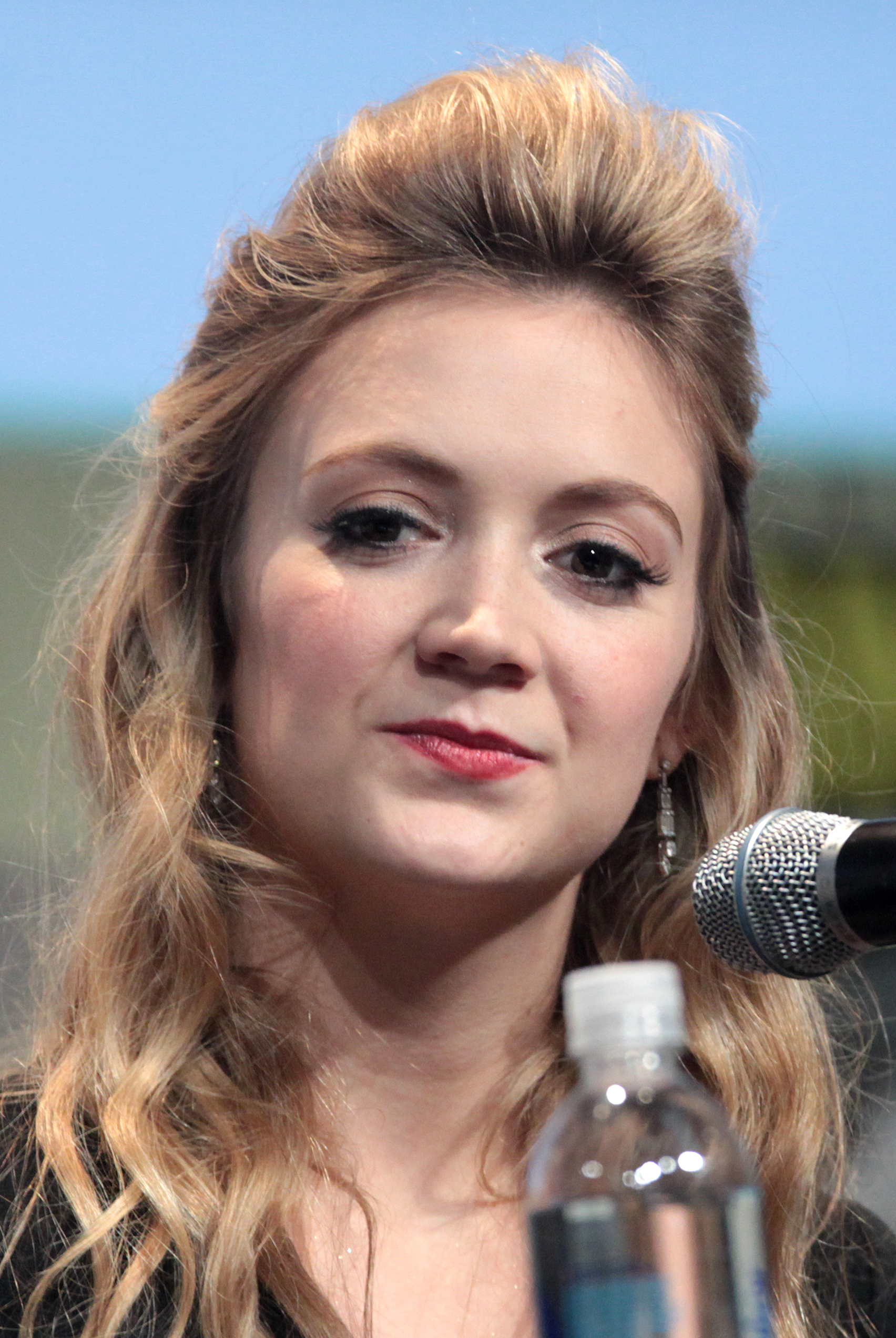
Billie Lourd

### Hauptbesetzung
| Schauspieler      | Rolle                                  | Hauptrolle (Episoden) | Nebenrolle (Episoden) | Synchronsprecher   |
| ----------------- | -------------------------------------- | --------------------- | --------------------- | ------------------ |
| Emma Roberts      | Chanel Oberlin                         | 1.01–2.10             |                       | Lisa May-Mitsching |
| Jamie Lee Curtis  | Dekanin Cathy Munsch                   | 1.01–2.10             |                       | Daniela Hoffmann   |
| Skyler Samuels    | Grace Gardner                          | 1.01–1.13             |                       | Nicole Hannak      |
| Lea Michele       | Hester „Halskrause“ Ulrich / Chanel #6 | 1.01–2.10             |                       | Giuliana Jakobeit  |
| Glen Powell       | Chad Radwell                           | 1.01–1.13             | 2.02–2.04             | Marcel Collé       |
| Diego Boneta      | Pete Martinez                          | 1.01–1.12             |                       | Jannik Endemann    |
| Abigail Breslin   | Libby Putney / Chanel #5               | 1.01–2.10             |                       | Maximiliane Häcke  |
| Billie Lourd      | Sadie Swenson / Chanel #3              | 1.01–2.10             |                       | Ilona Brokowski    |
| Keke Palmer       | Zayday Williams                        | 1.01–2.10             |                       | Magdalena Turba    |
| Oliver Hudson     | Weston „Wes“ Gardner                   | 1.01–1.13             | 2.08–2.09             | Sven Gerhardt      |
| Nasim Pedrad      | Gigi Caldwell / Jess Meyer             | 1.01–1.10, 1.13       |                       | Julia Kaufmann     |
| Lucien Laviscount | Earl Grey                              | 1.02–1.09             |                       | Sebastian Kluckert |
| John Stamos       | Dr. Brock Holt                         | 2.01–2.10             |                       | Peter Flechtner    |
| Taylor Lautner    | Dr. Cassidy Cascade                    | 2.01–2.10             |                       | Ricardo Richter    |
| James Earl        | Chamberlain Jackson                    | 2.01–2.08             |                       | Tim Sander         |
| Kirstie Alley     | Ingrid Marie Hoffel                    | 2.01–2.10             |                       | Martina Treger     |

### Nebenbesetzung
| Schauspieler            | Rolle                            | Special Guest Star (Episoden) | Nebenrolle (Episoden) | Synchronsprecher     |
| ----------------------- | -------------------------------- | ----------------------------- | --------------------- | -------------------- |
| Ariana Grande           | Sonya Herfmann / Chanel #2       | 1.01–1.02, 1.04, 1.07         |                       | Leonie Dubuc         |
| Nick Jonas              | Boone Clemens                    | 1.01–1.02, 1.08–1.09          |                       | Dirk Stollberg       |
| Niecy Nash              | Denise Hemphill                  | 1.02–2.10                     |                       | Almut Zydra          |
| Chad Michael Murray     | Brad Radwell                     | 1.10                          |                       | Tim Knauer           |
| Colton Haynes           | Tyler                            | 2.02–2.03                     |                       | Roman Wolko          |
| Brooke Shields          | Dr. Scarlett Lovin               | 2.09                          |                       | Maud Ackermann       |
| Breezy Eslin            | Jennifer                         |                               | 1.01–1.08             | Anna Amalie Blomeyer |
| Jeanna Han              | Sam                              |                               | 1.01–1.06             | Runa Aléon           |
| Jan Hoag                | Agatha Bean                      |                               | 1.01–1.04             | Sonja Deutsch        |
| Jim Klock               | Detective Chisholm               |                               | 1.02–1.11             | Rainer Fritzsche     |
| Aaron Rhodes            | Rodger                           |                               | 1.02–1.06, 1.11–1.12  | Imme Aldag           |
| Austin Rhodes           | Dodger                           |                               | 1.02–1.05, 1.11       | Marc Bluhm           |
| Trilby Glover           | Jane Hollis                      |                               | 2.01–2.10             | Tanya Kahana         |
| Jerry O’Connell         | Dr. Mike                         |                               | 2.01–2.03             | Robert Glatzeder     |
| Laura Bell Bundy        | Schwester Thomas                 |                               | 2.01–2.03             | Marieke Oeffinger    |
| Riley McKenna Weinstein | Daria Janssen / Chanel #8        |                               | 2.05–2.10             | Kathleen Bauer       |
| Andrea Erikson Stein    | Marguerite Honeywell / Chanel #7 |                               | 2.05–2.09             | Julia Stoepel        |
| Dahlya Glick            | Andrea / Chanel #10              |                               | 2.05–2.07             | Kristina Tietz       |

### Nennenswerte Gastauftritte
Neben der namhaften Haupt- und Nebendarsteller treten auch einige nennenswerte Gaststars in der Serie auf. Hierzu zählen Charisma Carpenter und Roger Bart, die in der dritten Folge der ersten Staffel als Eltern von Chanel #2 zu sehen sind. Außerdem hatten Jennifer Aspen (Episode 1.04), Tavi Gevinson (Episode 1.07), Philip Casnoff (Episode 1.07), Patrick Schwarzenegger (Episode 1.10), Rachele Brooke Smith (Episode 1.10), Julia Duffy (Episode 1.10) und Alan Thicke (Episode 1.10) Gastauftritte inne.
In der zweiten Staffel haben folgende einen Gastauftritt: Cecily Strong (Episode 2.01), Cheri Oteri (Episode 2.03) und Alec Mapa (Episode 2.03).

## Episodenliste

### Staffel 1
| Nr. (ges.) | Nr. (St.) | Deutscher Titel             | Originaltitel         | Erstausstrahlung USA | Deutschsprachige Erstausstrahlung (D) | Regie             | Drehbuch                                |
| ---------- | --------- | --------------------------- | --------------------- | -------------------- | ------------------------------------- | ----------------- | --------------------------------------- |
| 1          | 1         | Tanz mit dem Teufel         | Pilot                 | 22. Sep. 2015        | 30. März 2017                         | Ryan Murphy       | Ryan Murphy, Brad Falchuk & Ian Brennan |
| 2          | 2         | Die Höllenwoche             | Hell Week             | 22. Sep. 2015        | 30. März 2017                         | Brad Falchuk      | Ryan Murphy, Brad Falchuk & Ian Brennan |
| 3          | 3         | Das Kettensägenmassaker     | Chainsaw              | 29. Sep. 2015        | 6. Apr. 2017                          | Ian Brennan       | Ian Brennan                             |
| 4          | 4         | Das Spukhaus                | Haunted House         | 6. Okt. 2015         | 13. Apr. 2017                         | Bradley Buecker   | Brad Falchuk                            |
| 5          | 5         | Teuflisches Labyrinth       | Pumpkin Patch         | 13. Okt. 2015        | 20. Apr. 2017                         | Brad Falchuk      | Brad Falchuk                            |
| 6          | 6         | Sieben Minuten in der Hölle | Seven Minutes in Hell | 20. Okt. 2015        | 27. Apr. 2017                         | Michael Uppendahl | Ryan Murphy                             |
| 7          | 7         | Vorsicht vor jungen Mädchen | Beware of Young Girls | 3. Nov. 2015         | 4. Mai 2017                           | Barbara Brown     | Ryan Murphy                             |
| 8          | 8         | Meine liebe Rabenmutter     | Mommie Dearest        | 10. Nov. 2015        | 11. Mai 2017                          | Michael Uppendahl | Ian Brennan                             |
| 9          | 9         | Geistergeschichten          | Ghost Stories         | 17. Nov. 2015        | 18. Mai 2017                          | Michael Uppendahl | Ryan Murphy                             |
| 10         | 10        | Es ist angerichtet          | Thanksgiving          | 24. Nov. 2015        | 25. Mai 2017                          | Michael Lehmann   | Brad Falchuk                            |
| 11         | 11        | Black Friday                | Black Friday          | 1. Dez. 2015         | 1. Juni 2017                          | Barbara Brown     | Ian Brennan                             |
| 12         | 12        | Geister der Vergangenheit   | Dorkus                | 8. Dez. 2015         | 8. Juni 2017                          | Bradley Buecker   | Ryan Murphy, Brad Falchuk & Ian Brennan |
| 13         | 13        | Letzte(s) Mädchen           | The Final Girl(s)     | 8. Dez. 2015         | 15. Juni 2017                         | Brad Falchuk      | Ryan Murphy, Brad Falchuk & Ian Brennan |

### Staffel 2
| Nr. (ges.) | Nr. (St.) | Deutscher Titel          | Originaltitel           | Erstausstrahlung USA | Deutschsprachige Erstausstrahlung (D) | Regie            | Drehbuch                                |
| ---------- | --------- | ------------------------ | ----------------------- | -------------------- | ------------------------------------- | ---------------- | --------------------------------------- |
| 14         | 1         | Das grüne Schleimmonster | Scream Again            | 20. Sep. 2016        | 20. Juli 2017                         | Brad Falchuk     | Ryan Murphy, Brad Falchuk & Ian Brennan |
| 15         | 2         | Der Warzenmann           | Warts and All           | 27. Sep. 2016        | 27. Juli 2017                         | Bradley Buecker  | Brad Falchuk                            |
| 16         | 3         | Mörderisches Erbe        | Handidates              | 11. Okt. 2016        | 3. Aug. 2017                          | Barbara Brown    | Ian Brennan                             |
| 17         | 4         | Gift und Galle           | Halloween Blues         | 18. Okt. 2016        | 10. Aug. 2017                         | Loni Peristere   | Brad Falchuk                            |
| 18         | 5         | Chanel Pour Homme        | Chanel Pour Homme-icide | 15. Nov. 2016        | 17. Aug. 2017                         | Barbara Brown    | Ian Brennan                             |
| 19         | 6         | Im Blutrausch            | Blood Drive             | 22. Nov. 2016        | 24. Aug. 2017                         | Mary Wigmore     | Brad Falchuk                            |
| 20         | 7         | Die Hand                 | The Hand                | 29. Nov. 2016        | 31. Aug. 2017                         | Barbara Brown    | Ian Brennan                             |
| 21         | 8         | Rapunzel, Rapunzel       | Rapunzel, Rapunzel      | 6. Dez. 2016         | 7. Sep. 2017                          | Jamie Lee Curtis | Brad Falchuk                            |
| 22         | 9         | Berühmt und tot          | Lovin the D             | 13. Dez. 2016        | 14. Sep. 2017                         | Maggie Kiley     | Ian Brennan                             |
| 23         | 10        | Der Sumpf des Grauens    | Drain the Swamp         | 20. Dez. 2016        | 21. Sep. 2017                         | Ian Brennan      | Brad Falchuk & Ian Brennan              |

## Belege
1. ↑  Vgl. etwa Calvin Thomas Beck: Scream Queens: Heroines of the Horror. New York / London 1979.
2. ↑  Adam Arndt: Scream Queens: FOX bestellt überraschend 2. Staffel, Neues Setting. In: Serienjunkies.de. 15. Januar 2016, abgerufen am 17. Januar 2016.
3. ↑  Nellie Andreeva: Fox Sets Fall 2016 Premiere Dates, Goes For Traditional Rollout. In: Deadline.com. 16. Juni 2016, abgerufen am 16. Juni 2016.
4. ↑  Daniela S.: sixx strahlt „Scream Queens“ ab Ende März 2017 aus. myFanbase, 17. Februar 2017, abgerufen am 17. Februar 2017.
5. ↑  Cynthia Littleton: Fox Gives Series Order to ‘Scream Queens’ From ‘Glee’ Creators. In: Variety.com. 20. Oktober 2014, abgerufen am 23. Juni 2015.
6. ↑  Lesley Goldberg: Emma Roberts, Jamie Lee Curtis to Star in Ryan Murphy's Fox Horror-Comedy Series. In: TheHollywoodReporter.com. 8. Dezember 2014, abgerufen am 23. Juni 2015.
7. ↑  Lesley Goldberg: Lea Michele, Joe Manganiello, More Join Ryan Murphy's 'Scream Queens'. In: TheHollywoodReporter.com. 17. Januar 2015, abgerufen am 23. Juni 2015.
8. ↑  Lesley Goldberg: Nick Jonas Boards Fox's Ryan Murphy Comedy 'Scream Queens' (Exclusive). In: TheHollywoodReporter.com. 26. Januar 2015, abgerufen am 23. Juni 2015.
9. ↑  Nellie Andreeva: Billie Lourd Joins Fox’s ‘Scream Queens’. In: Deadline.com. 2. Februar 2015, abgerufen am 23. Juni 2015.
10. ↑  Nellie Andreeva: Diego Boneta To Co-Star In Fox Series ‘Scream Queens'; Glen Powell Also Cast. In: Deadline.com. 25. Februar 2015, abgerufen am 23. Juni 2015.
11. ↑  Andy Swift: Oliver Hudson Joins Scream Queens, Replacing Joe Manganiello. In: TVLine.com. 13. März 2015, abgerufen am 23. Juni 2015.